# Roland Arnaud
Pour les articles homonymes, voir Arnaud.
Roland Arnaud, né en 1920 et décédé en 1987, est un spéléologue français.

## Activités spéléologiques
Roland Arnaud a été membre du Spéléo club alpin languedocien (SCAL) à partir de 1966.
Il a participé à de nombreuses explorations en Languedoc-Roussillon et au Maroc.

## Distinctions
Le nom de Roland Arnaud a été donné par le SCAL à une jolie salle de la grotte du Cochon no 2, sur la commune de Saint-Guilhem-le-Désert, dans le département de l'Hérault.

## Sources et références
- « Les grandes figures disparues de la spéléologie française », Spelunca (Spécial Centenaire de la Spéléologie), no 31,‎ juillet-septembre 1988, p. 18
- Delanghe Damien, Médailles et distinctions honorifiques (document PDF), in : Les Cahiers du CDS no 12, mai 2001.
- Association des anciens responsables de la fédération française de spéléologie : In Memoriam.
- Couderc, J. (1988) : A la mémoire de Roland Arnaud - Calaven, bulletin du Spéléo-club alpin languedocien (Montpellier) 1986-1987 (1), pages 7 et 8.